# Kaspar Wilhelm Betz
Kaspar Wilhelm Betz (* 17. November 1814 in Mainz; † 20. Oktober 1882 ebenda) war ein hessischer Politiker und ehemaliger Abgeordneter der 2. Kammer der Landstände des Großherzogtums Hessen.
Kaspar Wilhelm Betz war der Sohn des Handelsmanns Georg Wilhelm Betz (1783–1861) und dessen Frau Anna Klara geborene Schreck. Kaspar Wilhelm Betz, der katholischen Glaubens war, heiratete nach dem Tod seiner ersten Frau Katharina geborene Jost am 29. April 1851 in zweiter Ehe Gertrud Klara geborene Nell (1825–1897).
Kaspar Wilhelm Betz arbeitete in Mainz als Handelsunternehmen und wurde zum Kommerzienrat ernannt.
In der 23. und 24. Wahlperiode (1878–1882) war Kaspar Wilhelm Betz Abgeordneter der zweiten Kammer der Landstände des Großherzogtums Hessen. In den Landständen vertrat er den Wahlbezirk Stadt Mainz. Nach seinem Tod rückte Johann Falk in das Parlament nach.